# Guevarystowska Armia Rewolucyjna

Flaga Guevarystowska Armia Rewolucyjna

Guevarystowska Armia Rewolucyjna (hiszp. Ejercito Revolucionario Guevarista, ERG) – grupa podziemia partyzanckiego z Kolumbii.

## Historia
Utworzona w 1993 roku przez rozłamowców z Armii Wyzwolenia Narodowego. Złożyła broń w 2008 roku w wyniku rozmów pokojowych z rządem. W jej szeregach walczyło co najmniej kilkudziesięciu partyzantów.